# Leena Alam
Leena Alam (persa: لينا علم, nascida em 11/01/1980 em Cabul, Afeganistão) é uma atriz afegã de cinema, televisão e teatro. Ela já apareceu em filmes como Kabuli Kid, Black Kite, Loori, Uma Carta ao Presidente e Hassan. Ela é amplamente conhecida por ter trabalhado em filmes e conteúdo televisivo que falam de casamento infantil, desigualdade de gênero, direitos das mulheres e conflitos sociais.
Ela também é conhecida como "Shereen do Afeganistão" (شیرین افغانستان) depois de atuar no drama televisivo feminista que destrói tabus, Shereen (شیرین ), o primeiro do gênero feito no Afeganistão, dirigido por Ghafar Azad e produzido por Kaboora e Tolo TV. Shereen foi indicada para Melhor Minissérie Dramática ao lado de The Night Manager, Mr. Robot e Deutschland 83 e Leena Alam foi indicada para Melhor Atriz no Seoul International Drama Awards 2016.[carece de fontes?]
Em 1991, Leena e a sua família mudaram-se para os Estados Unidos por causa da guerra civil no seu país natal. Ela começou sua carreira de atriz e cinema em 1998.
Em 2021, ela foi nomeada uma das 100 mulheres da BBC.

## Carreira de cinema e modelo
No início da carreira, Leena foi modelo e participou de competições de dança. Em 1994, ela participou do concurso Mr and Miss San Francisco India organizado por Rennu Dhillon, onde cativou o público com uma apresentação de dança de um minuto e meio e foi premiada como vencedora de Melhor Talento. Seu primeiro filme foi Promessa de Amor, produzido pela Tarin Films. Mas foi In Foreign Land, dirigido por Hafiz Asefi, que foi lançado pela primeira vez em 1998.[carece de fontes?]
Em In Foreign Land, ela interpretou uma garota indiana que veio para os Estados Unidos para estudar, mas era devotada às suas tradições e valores. Durante o casting para este filme, Leena conheceu Salaam Sangi, que se tornaria seu mentor. Em Loori, de Saeed Orokzai, ela interpretou uma menina afegã traumatizada e com lesão cerebral que havia esquecido seu passado. Leena disse que este filme - escrito especificamente para ela por Hamid Naweed, poeta, escritor e pintor - é um de seus favoritos.[carece de fontes?]
Em 2007, Leena retornou a Cabul e apareceu com Hadji Gul em Kabuli Kid, um drama franco-afegão produzido pela Fidélite Films dirigido por Barmak Akram. Em 2013, participou de Soil and Coral, filme iraniano-afegão, produzido por Parween Hussaini e dirigido por Masoud Atyabi. Também em 2013, ela desempenhou um dos papéis principais na segunda temporada da popular série de TV Our Street, dirigida por Mirwais Rekab. Em 2014, ela participou de Darya's Message produzida pela Axobarax Films (dirigida por Homayoun Karimpour) e Black Kite de Tarique Qayumi. O filme foi feito rapidamente no Afeganistão, mudando frequentemente de local para evitar que o Talibã reconhecesse que uma filmagem estava em andamento. No mesmo ano, Leena apareceu em Shereen, um filme sobre a luta de uma mulher poderosa, um drama de TV feminista que destrói tabus, dirigido por Ghafar Azad, produzido em Kaboora/Tolo. Em 2016, ela desempenhou o papel-título no filme Uma Carta ao Presidente, filme dirigido por Roya Sadat.[carece de fontes?]
Ela também fez alguns curtas-metragens para ajudar jovens cineastas no Afeganistão, estrelando Moving in a Circle de Siyar Noorzad e Live in Grave de Lal Alizada, The Unknown de Ghafar Faizyar, Qamar de Nima Latifi e In Parentheses dirigido por Ghafar Azad.[carece de fontes?]
Leena Alam foi membro do júri do Negah-e-No Film Festival em 2014 e 2015. Membro do júri no Festival de Cinema de Direitos Humanos do Afeganistão 2015, no Sama International Film Festival 2016 em Estocolmo, Suécia, no 8º Festival Nacional de Teatro Afeganistão 2014, membro do Júri Internacional de Longa-Metragem de Ficção no Festival de Cinema de Adelaide, Austrália em 2017 e no Imagine Festival Internacional de Cinema da Índia 2020, 2021 e 2022 em Madrid, na Espanha.
Ela apareceu em videoclipes de Shafiq Mureed, Arash Barez e Kerry Coulshed.[carece de fontes?]
No palco histórico de The Monastery Ruin (Stiftsruine) no 68º Bad Hersfelder Festspiele 2018, em Hessen, na Alemanha, ela interpretou Solveig em Peer Gynt do dramaturgo norueguês Henrik Ibsen, dirigido por Robert Schuster, o diretor de teatro alemão e professor da Ernst Busch Academia de Artes Dramáticas de Berlim.
Em 2021, Leena Alam colaborou com artistas de teatro nos EUA, realizando monólogos escritos pela dramaturga Angeline Larmaer. O projeto “As Vozes do Afeganistão” foi idealizado e produzido por Che'Rae Adams no LA Writers Center e apresentado ao vivo para a HowlRound TV. Os monólogos basearam-se em entrevistas verdadeiras de indivíduos ainda presos no Afeganistão durante a queda de Cabul.

## Ativismo pelos direitos humanos
Leena Alam foi nomeada embaixadora da paz da Missão de Assistência das Nações Unidas UNAMA no Afeganistão, em 2009.
Quarenta dias depois de Farkhunda, uma mulher afegã de 27 anos, falsamente acusada de queimar uma cópia do Alcorão, ter sido espancada publicamente e queimada até à morte, em 19 de Março de 2015, Leena juntou-se a ativistas em Cabul para encenar uma reconstituição da matança. Ela desempenhou o papel de Farkhunda. O jornal New York Times relatou:

Na manhã da reconstituição, a Sra. Alam acordou com borboletas no estômago. Apesar de ser uma atriz de cinema experiente, disse que estava sendo um papel difícil. Por um lado, a Leena tinha estado entre os enlutados no enterro de Farkhunda e era o primeiro cadáver real que via, disse ela.

Na altura, ela e os seus colegas atores concordaram que não iriam chorar durante a representação, mas durante os ensaios, todos se desfizeram em lágrimas. "Os trabalhadores, o meu realizador, toda a gente, estávamos loucos", disse. Uma pessoa chorava e depois ela chorava. "Estava sempre a dizer: 'Não me façam fraquejar, não quero chorar'".

Durante a encenação, alguns dos seus colegas atores entraram um pouco no personagem, disse ela, e apesar de as suas pedras e paus serem feitos de esponja ou espuma, a sua cara começou a arder com todos os golpes, e ela saiu um pouco machucada. Os espectadores suspiraram muitas vezes por parecer tão real, e até alguns policiais foram vistos chorando.

## Prêmios
- Melhor Atriz - Festival Internacional de Cinema de Cabul, Afeganistão 2008
- Melhor Atriz - Festival de Cinema de Tolo, Afeganistão 2009
- Melhor Atriz - Festival de Cinema de Direitos Humanos do Afeganistão, Afeganistão 2013
- Melhor Atriz - Festival de Cinema Negah-e-No, Afeganistão 2014
- Prêmio Honorário – Festival Internacional de Cinema Feminino de Herat, Afeganistão 2014
- Melhor Atriz - Festival de Cinema Negah-e-No, Afeganistão 2015
- Melhor Atriz - Festival Internacional de Cinema de Mehrgan, Afeganistão 2015
- Melhor Atriz - Herat-Festival Internacional de Cinema Feminino, Afeganistão 2015
- Melhor Atriz - Indicação, Seoul International Drama Awards, Coreia do Sul 2016
- Prêmio Honorário - Contribuição ao Cinema Afegão - Festival Internacional de Cinema Sama em Estocolmo, Suécia 2017
- Melhor Atriz - Nomeação, Festival Internacional de Cinema da Malásia (Golden Global Awards) Malásia 2018
- Melhor Atriz - Festival Internacional de Cinema Sinema Zetu (SZIFF) Tanzânia 2019[12][13]
- Melhor Atriz - Lajward National Film Festival جشنواره ملی فلم لاجورد Afeganistão 2020[14]
- Em 2021, ela foi nomeada uma das 100 mulheres da BBC[2]